# 青梅社鐘
青梅社鐘（越南語：chuông Thanh Mai），是在越南北部青威縣青梅社（現屬河內市）出土的一枚中國唐代銅鐘。該銅鐘鑄造於唐代貞元年間（當時越南北部地區屬中國統治），是越南迄今為止發現最早一枚銅鐘，也是唯一一枚唐代銅鐘。鐘上刻有一千五百四十二個漢字，記載了二百多個社眾及施主的名字。1986年5月該銅鐘被發現後，學術界便視之為研究唐朝貞元年間的中國及越南歷史的重要文物資料。

## 鑄造及出土情況
據青梅社鐘上的銘文記載，銅鐘是「貞元十四年（公元798年），歲次戊寅三月」期間，由隨喜社（在現時河內市）的社眾及捐施者「共造」，「用銅九十斤，流通供養」，以作佛教供奉之用。依鐘形推斷，該鐘與當時流行於長江以南（東至閩粵，西至川滇，北至浙江之地）的梵鐘，屬同一系列。銅鐘高0.6米，其中鐘身高0.52米，鐘鈕高0.08米，下口徑0.39米，頂徑0.28米，重36公斤，上刻有文字。鐘身和鐘頂有龍及蓮花等飾紋。
1986年5月初，於青威縣青梅社底江龍灘一處深3.5米的地方挖出，因地點屬青梅社，所以被稱之為「青梅社鐘」。

## 鐘文內容
青梅社鐘鐘身有八組文字區，分層依序鑴刻，下層四面為施主題名，上層四面為貞元十四年時隨喜社社眾的題名。銅鐘上共刻有一千五百四十二字，記載了二百四十八名人物、三十二種姓氏，當中包括官員、衞府軍將、佛教僧侶、道教信徒、婦女等等。
據學者耿慧玲的分析，鐘身的銘文裡的人物包括了當地高、中、低的文官武將及男女平民。就姓氏而論，以杜、郭、高、阮、黃佔最多數，反映他們在當地的社會工作擔任重要角色。
銘文又提供了宗教資料，當中的寫著「笘臨佛法」，顯示它本為佛教銅鐘，反映了佛教在中國及當地的傳佈，並已與中國傳統的「社」結合。與此同時，銘文上的人物有「洞玄弟子」，亦呈顯了佛道等宗教合流的現像。另外，銘文裡又記載了一批唐代府兵制職官名稱，說明府兵制在中唐時期雖已崩潰，但在安南地區仍維持運作。

## 研究價值
青梅社鐘具有相當的學術價值，既有助研究中國唐朝歷史，亦有助研究越南的歷史。學者耿慧玲指出，青梅社鐘為研究越南婦女、宗教、氏族勢力等方面的發展，以及中唐時期軍事制度的實況，提供了重要的參考資料。